# Antiperistalsi
L'antiperistalsi è l'inversione della peristalsi.

## Meccanismo
La peristalsi è la contrazione involontaria dei muscoli dell'intestino che genera la defecazione.
L'antiperistalsi è l'inversione di questo movimento che genera invece l'emesi, ovvero l'espulsione del contenuto gastrointestinale attraverso la cavità orale.
Questa condizione indica alcune patologie come ileo e presenza di fecalomi e in alcuni casi porta a vomitare materiali non alimentari.